# Cléon-d’Andran
Cléon-d’Andran ist eine französische Gemeinde mit 989 Einwohnern (Stand 1. Januar 2022) im Département Drôme in der Region Auvergne-Rhône-Alpes (vor 2016 Rhône-Alpes); sie gehört zum Arrondissement Nyons und zum Kanton Dieulefit. Die Einwohner werden Cléonnais genannt.

## Geographie
Cléon-d’Andran liegt rund 35 Kilometer südsüdöstlich von Valence. Die Gemeinde wird im Süden durch den Roubion begrenzt. Umgeben wird Cléon-d’Andran von den Nachbargemeinden Roynac im Norden, Puy-Saint-Martin im Nordosten und Osten, Charols im Südosten, La Bégude-de-Mazenc im Süden, Saint-Gervais-sur-Roubion im Südwesten sowie Marsanne im Westen und Nordwesten.

## Bevölkerungsentwicklung
| Jahr                       | 1962 | 1968 | 1975 | 1982 | 1990 | 1999 | 2006 | 2019 |
| Einwohner                  | 507  | 577  | 601  | 630  | 718  | 800  | 874  | 922  |
| Quellen: Cassini und INSEE |      |      |      |      |      |      |      |      |

## Sehenswürdigkeiten
- Kirche Saint-Sauveur
- Schloss Génas aus dem 17. Jahrhundert, Monument historique

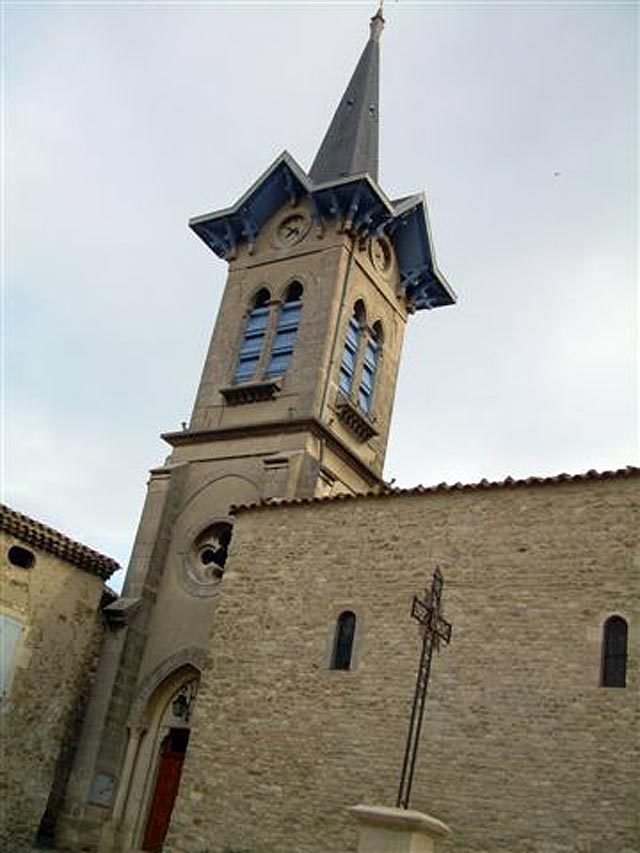
Kirche Saint-Sauveur
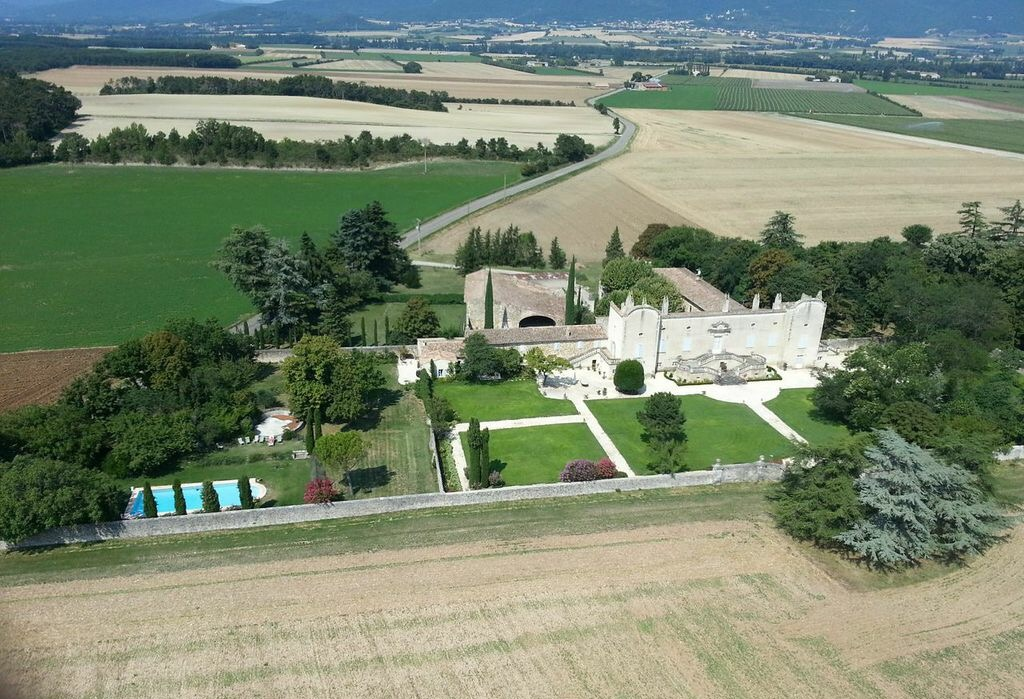
Schloss Génas

## Partnerschaft
Mit der deutschen Ortschaft Wasenberg in der hessischen Gemeinde Willingshausen besteht seit 1967 eine Partnerschaft.